# Isopterygium terrestre
Isopterygium terrestre là một loài Rêu trong họ Hypnaceae. Loài này được (Lindb.) Wijk & Margad. mô tả khoa học đầu tiên năm 1962.